# Mario Kart Wii
Mario Kart Wii és el títol d'un videojoc de la famosa franquícia Mario. Com el seu nom indica, pertany a la sèrie Mario Kart, on en Mario i companyia realitzen curses boges pel Regne Xampinyó i altres indrets de l'"Univers Mario", aquesta vegada amb un estil de diversió molt similar a l'última entrega llançada, Mario Kart DS. El joc va ser presentat durant la conferència E³ 2007 per Wii, mostrant-se com un tràiler en el que apareixen certs personatges típics de la sèrie, noves pistes i altres detalls referents a sèries passades. També es va mostrar el comandament especial del joc, el Wii Wheel, per controlar el kart, aportant d'aquesta manera un control més realista. A més, una de les principals característiques del joc serà la incorporació d'un mode en línia a través de la connexió WiiConnect24 de Nintendo.

## Informació sobre el joc
A l'Electronic Entertainment Expo 2007 es va confirmar que aquest joc incorporaria el servei de Connexió Wi-Fi de Nintendo, és a dir, que es podria jugar online contra altres persones de tot el món. L'estil de les curses torna a la seva forma clàssica, la d'un pilot per kart, eliminant l'estil de joc del seu predecessor, Mario Kart: Double Dash!! (de dos pilots per kart). La gran novetat d'aquesta versió és que es pot competir amb motos. Per si no n'hi hagués prou, en aquesta versió és la primera vegada que competeixen més de 8 personatges per cursa, ja que ara es pot competir fins a 12 jugadors al mateix temps, inclús via Wi-Fi. Cada personatge té vehicles personalitzats, com a les últimes dues versions. A més, per fer més divertida l'experiència, aquest joc pot jugar-se amb el Wii Wheel, un comandament sense fil amb forma de volant que ve inclòs al pack del joc.

## Modes de Joc
El menú principal es compon de quatre opcions: un jugador, multijugador, CWF Nintendo i Canal Mario Kart. L'opció d'un jugador disposa de: Grand Prix on es troben les diferents copes a 50CC (només cotxes), 100CC (només motos), 150CC (cotxes i motos) (al mode Grand Prix es poden desbloquejar els diferents secrets del joc, com personatges, cotxes...), contrarellotge, que serveix com a entrenament per les pistes més difícils i per fer els millors temps, Curses Vs, per competir contra altres jugadors, i Batalla.

## Canal Mario Kart
Aquesta opció, que es pot seleccionar al menú principal del joc o al menú de la Wii, permet veure els Rànkings mundials dels millors jugadors, descarregar corredors fantasmes dels millors jugadors, així com realitzar missions que se't proposaran, a més d'altres funcions.

## Personatges
En aquest joc apareixen molts personatges que ja estaven a les altres versions, però també debuten altres personatges nous:
- Els personatges que estan des del principi del joc són:
  - Baby Mario
  - Baby Peach
  - Bowser
  - Donkey Kong
  - Koopa Troopa
  - Luigi
  - Mario
  - Peach
  - Toad
  - Wario
  - Waluigi
  - Yoshi.

- I els personatges desbloquejables són:
  - Baby Daisy (apareix en aconseguir la categoria estrella a les copes Gran Prix Wii en 50cc).
  - Baby Luigi (apareix en desbloquejar 8 fantasmes experts a contra-rellotge).
  - Birdo (apareix en disputar 16 circuits diferents a contra-rellotge).
  - Bowsy (apareix en aconseguir la categoria estrella a les copes Grand Prix Retro en 100cc).
  - Daisy (apareix en completar la Copa Especial en 150cc).
  - Diddy Kong (apareix en completar la Copa Centella en 50cc).
  - Dry Bowser (apareix en aconseguir la categoria estrella a les copes Gran Prix Wii en 150cc).
  - Funky Kong (apareix en desbloquejar 4 fantasmes experts a contra-rellotge).
  - Huesitos (apareix en completar la Copa Hoja en 100cc).
  - King Boo (apareix en completar la Copa Estrella en 50cc).
  - Princesa Rosalina / Estela (apareix en aconseguir la categoria estrella en les copes Wii i Retro de 150cc ESPEJO o tenint una partida de Super Mario Galaxy desada i jugada amb certa freqüència).
  - Skeleton Bowser
  - Toadette (apareix al disputar tots els circuits de contra-rellotge o connectant més de 1.000 vegades a la CWF de Nintendo).
  - Mii (vestit A) Per jugar amb el teu Mii (vestit A), has de guanyar la Copa Especial en 100cc.
  - Mii (vestit B) Per jugar amb el teu Mii (vestit B), has de desbloquejar tots els fantasmes experts en Contra-rellotge o guanyar 5.000 carreres a la CWF.

La mida del Mii pot variar (petit, mitjà o gran) per jugar amb cotxes petits mitjans o grans, respectivament.

## Pistes
En aquest joc, com a les versions més noves de la saga, s'hi pot observar el retorn d'algunes pistes clàssiques com la Peach Beach del joc Mario Kart: Double Dash!!, Yoshi Falls del joc Mario Kart DS, Sherbet Land del joc Mario Kart 64, Mario Circuit del joc Super Mario Kart o DK Mountain del joc Mario Kart: Double Dash!!. S'hi poden trobar noves pistes com Wario Factory, una pista de neu i una nova versió de Moo Moo Farm.
Hi ha un total de 32 circuits:
- "Mushroom Cup"
  - Luigi Circuit
  - Moo Moo Meadows
  - Mushroom Gorge
  - Toad's Factory

- "Flower Cup"
  - Mario Circuit
  - Coconut Mall
  - DK's Snowboard Cross
  - Wario's Gold Mine

- "Star Cup"
  - Daisy Circuit
  - Koopa Cape
  - Maple Treeway
  - Grumble Volcano

- "Special Cup"
  - Dry Dry Ruins
  - Moonview Highway
  - Bowser's Castle
  - Rainbow Road

- "Shell Cup"
  - GCN Peach Beach
  - DS Yoshi Falls
  - SNES Ghost Valley 2
  - N64 Mario Circuit

- "Banana Cup"
  - N64 Sherbert Land
  - GBA Shy Guy Beach
  - DS Delfino Square
  - GCN Waluigi Stadium

- "Leaf Cup"
  - DS Desert Hills
  - GBA Bowser Castle 3
  - N64 DK's Jungle Parkway
  - GCN Mario Circuit

- "Lightning Cup"
  - SNES Mario Circuit 3
  - DS Peach Gardens
  - GCN DK Mountain
  - N64 Bowser's Castle

## Objectes
El joc inclou objectes de versions passades i a més s'hi han afegit nous objectes. Aquests apareixen de forma aleatòria quan es passa per un "Item Box", eliminant així l'exclusivitat d'alguns objectes a certs personatges com passava a MK:Double Dash. Hi ha un total de 20 objectes:
- Caixa d'Objectes: Quan un jugador passa a través d'aquesta caixa, obté un dels altres 19 objectes aleatòriament.
- Caixa d'Objectes Falsa: Té l'aspecte d'una caixa d'objectes però en realitat fa rodolar al jugador que la toca.
- Xampinyó: Quan un jugador l'activa, la seva velocitat augmenta durant uns segons.
- Triple Xampinyó: Són tres xampinyons que augmenten la velocitat durant uns segons.
- Mega Xampinyó: Aquest xampinyó fa gran al jugador que l'activa, i permet aixafar als rivals a gran velocitat.
- Xampinyó Daurat: Dona acceleracions il·limitades durant un temps determinat.
- Closca Verda: És una closca que va en línia recta i revota contra les parets. Si toca a un personatge el fa rodolar.
- Triple Closca Verda: Són tres closques verdes que poden causar el caos revotant als angles dels circuits.
- Closca Vermella: Aquesta closca persegueix al jugador que va davant del jugador que la tira i el fa rodolar.
- Triple Closca Vermella: Aquestes tres closques vermelles poden servir per avançar a uns quants jugadors si s'usen bé.
- Closca Blava: És l'objecte més efectiu, que fa volar pels aires al primer de la cursa.
- Plàtan: Es deixa a terra, i el jugador que el trepitja perd el control del seu kart i rellisca.
- Triple Plàtan: Tres plàtans que poden ser una gran barrera a circuits estrets.
- Blooper: El famós pop de Mario apareix a la pantalla i la deixa tacada de tinta, fent així que la visibilitat del jugador quedi eclipsada durant uns segons.
- Llamp: El jugador que el tira fa que la mida i la velocitat dels altres jugadors disminueixin durant un període.
- Bob-Omb: Una bomba que tira pels aires els jugadors que toquen la seva ona expansiva.
- Núvol de Tempesta: Fa accelerar al jugador que el porta però aquest s'ha d'afanyar a passar-la a un altre jugador si no vol rebre una descàrrega elèctrica i fer-se petit.
- Bill Bala: El jugador que l'activa es converteix en una bala que colpeja tot el que toca i que va a gran velocitat.
- Bloc Pow: És una arma estranya que s'activa amb tres salts de qualsevol jugador i provoca un terratrèmol.
- Estrella: Dona velocitat al jugador que l'activa i el fa immune a tots els altres objectes.